# Грегъри Уайсмен
Грегъри Райд Уайсмен (на английски: Gregory Reid Wiseman) e американски тест пилот и астронавт на НАСА, участник в един космически полет. Има в актива си дълговременен престой в космоса като бордови инженер на МКС по време на Експедиция 40.

## Образование
Грегъри Уайсмен завършва колежа Dulaney High School в Тимониум, Мериленд, САЩ през 1993 г. През 1997 г. получава бакалавърска степен по компютърно и системно инженерство от политехническия университет Rensselaer Polytechnic Institute, Трой, Ню Йорк. През 2006 г. става магистър по същата специалност в реномирания университет „Джон Хопкинс“, Балтимор, Мериленд.

## Военна кариера
Г. Р. Уайсмен постъпва на активна военна служба в USN веднага след дипломирането си през есента на 1997 г. Завършва школата за морски летци в Пенсакола, Флорида през 1999 г. Става пилот на изтребител F-14 Tomcat от състава на 101-ва бойна ескадрила (VFA-103), базирана в Океана, Вирджиния. По късно е разпределен в 103-та бойна ескадрила (VFA-103), базирана на атомния самолетоносач Джордж Вашингтон (CVN-73). Лети на атакуващ изтребител F/A-18 Супер хорнет. От юни 2002 г. взема участие в операциите „Южен патрул“ и „Несъкрушима свобода“. Извършва патрулиращи полети по границата на 32-рия паралел в Ирак. От 2003 г. се включва в операция „Свобода за Ирак“. Участва в бойните действия, след което постъпва в школата за тест пилоти на флота в Патаксент Ривър, Мериленд. Завършва с отличие клас 125 през юни 2004 г. Става първи тест пилот в програмата за развитие на новия невидим изтребител F-35 Лайтнинг ІІ. След приключване на изпитателните полети се връща на строева служба като планиращ бойните операции офицер на 17-о авиокрило. През 2009 г. е назначен за командир на 103-та бойна ескадрила (VFA-103), базирана на атомния самолетоносач Дуайт Д. Айзенхауер (CVN-69).

## Служба в НАСА
Грегъри Р. Уайсмен е избран за астронавт от НАСА на 26 юни 2009 г., Астронавтска група №20. Първото си назначение получава като член на дублиращия екипаж на космическия кораб Союз ТМА-11М. Лети в космоса през 2014 г. като член на Експедиция 40 на МКС. Има в актива си две космически разходки с обща продължителност 12 часа и 47 минути. Той е втория астронавт от Група НАСА-20, който е осъществил космически полет.

## Полет
Грегъри Райд Уайсмен е участник в един космически полет:
| Космически полет на Грегъри Райд Уайсмен                    | Космически полет на Грегъри Райд Уайсмен | Космически полет на Грегъри Райд Уайсмен | Космически полет на Грегъри Райд Уайсмен | Космически полет на Грегъри Райд Уайсмен | Космически полет на Грегъри Райд Уайсмен | Космически полет на Грегъри Райд Уайсмен |
| №                                                           | Дата                                     | КК                                       | Емблема на мисията                       | Функции                                  | Продължителност                          |                                          |
| ----------------------------------------------------------- | ---------------------------------------- | ---------------------------------------- | ---------------------------------------- | ---------------------------------------- | ---------------------------------------- | ---------------------------------------- |
| 1                                                           | 28 май 2014                              | „Союз ТМА-13М“, Експедиция 40 на МКС     |                                          | Бордови инженер                          | 165 денонощия 08 часа и 01 минута        |                                          |
| Сумарно време в космоса – 165 денонощия 08 часа и 01 минута |                                          |                                          |                                          |                                          |                                          |                                          |

## Награди
- Въздушен медал с пет звезди;
- Бойна лента към въздушния медал;
- Медал за похвала на USN;
- Медал за постижения на USN.

## Семейно положение
Грегъри Уайсмен е женен от 2009 г. и има две деца.